# Steenokkerzeel
Steenokkerzeel este o comună în provincia Brabantul Flamand, în Flandra, una dintre cele trei regiuni ale Belgiei. Comuna este formată din localitățile Steenokkerzeel, Melsbroek și Perk. Suprafața totală este de 23,46 km². Comuna Steenokkerzeel este situată în zona flamandă vorbitoare de limba neerlandeză a Belgiei. La 1 ianuarie 2008 comuna avea o populație totală de 11.201 locuitori. 

## Educație
- Sabena Flight Academy